# Хряпьево
Хряпьево — деревня в Бежаницком районе Псковской области. Входит в состав сельского поселения муниципальное образование «Лющикская волость».
Расположена в 9 км к западу от райцентра Бежаницы.
Численность населения по оценке на 2000 год составляла 257 жителей.

## Имение Дерюгиных
В XIX в. Хряпьево приобрел в потомственный дворянин Иван Дмитриевич из рода Дерюгиных, вероятно в качестве приданого своей жены Прасковьи Петровны. «На двух тысячах десятин земли завел шестипольный севооборот, крупное молочное хозяйство, занялся промышленной переработкой сельскохозяйственных продуктов, полученных со своих полей и ферм. На местный рынок у него работали винокуренный, сыроваренный и кирпичный заводы, принося большие доходы». Имение располагало роскошным фруктовым садом, где росли 400 яблонь, 100 слив и более 100 кустов ягодников.
После смерти Ивана Дмитриевича (ок. 1897 г.) владелицей стала вдова Прасковья Петровна, а позже их сын Николай Иванович Дерюгин.
В 1905—1907 гг. волна народного гнева охватившая страну докатилась и до Бежаницкого района. «Из-за хронических неурожаев положение крестьян Бежаницкой волости […] было особенно тяжелым: нечем было засеять поля. В Бежаницах волостное правление уже с первых осенних дней 1905 года стали осаждать толпы крестьян с требованием хлеба. Но хлеба дать им никто не мог. Борьба за хлеб превратилась в борьбу против самодержавной власти, местных помещиков и кулаков». Подверглись разгромам целый ряд местных имений, пострадало и Хряпьево.
После революции 1917 г. вдове Николая Ивановича Евгении Павловне и детям Валентине и Юрию были отделены три комнаты в собственном доме и скудная часть мебели. Фруктовым садом им пользоваться не разрешили. А в 1924 г. началось выселение дворян из их «гнезд». Детей уволили с работы и исключили из института, и в 1925 г. Дерюгины были окончательно выселены.